# Þróttur Neskaupstaður
Íþróttafélagið Þróttur Neskaupstaður war ein isländischer Fußballverein aus Neskaupstaður.

## Geschichte
Þróttur Neskaupstaður spielte zunächst lange Zeit unterklassig. Als seinerzeitiger Drittligist trat die Mannschaft im Landespokal-Wettbewerb 1970 überregional in Erscheinung, als sie nach Erfolgen über Leiknir Fáskrúðsfjörður und KS Siglufjarðar das Achtelfinale erreichte. Dort schied sie mit einer 0:15-Heimschlappe gegen Valur Reykjavík aus. Als Drittligameister der Saison erreichte sie jedoch erstmals die zweite Liga, am Ende der Zweitliga-Spielzeit 1971 verpasste sie jedoch nach zwei Saisonsiegen mit einem Punkt Rückstand auf UMF Selfoss als Schlusslicht den Klassenerhalt. Nach dem direkten Wiederaufstieg blieb sie in der Spielzeit 1973 in der zweithöchsten Spielklasse ohne Saisonsieg. Zur Spielzeit 1977 gelang der erneute Aufstieg, dieses Mal konnte sich die Mannschaft im isländischen Unterhaus halten und spielte bis zum Ende der Spielzeit 1982, als sie gemeinsam mit UMF Skallagrímur einen der beiden Abstiegsplätze belegte, in der zweiten Liga. 1992 erreichte der Klub nochmals den Zweitliga-Aufstieg, nach zwei Spielzeiten fehlten am Ende der Spielzeit 1994 sieben Punkte auf den von KA Akureyri belegten letzten Nicht-Abstiegsplatz.
2001 schloss Þróttur Neskaupstaður sich mit Ungmennafélagið Austri Eskifirði und Ungmennafélagið Valur Reyðarfirði zum KFF Fjarðabyggðar zusammen, der später im Knattspyrnufélag Austfjarða aufging.